# Edward James Hannan
Edward James Hannan (1921 – 7.1.1994) là nhà khoa học thống kê người Úc, người đồng phát hiện Hannan–Quinn information criterion (Tiêu chuẩn thông tin Hannan-Quinn).
Hannan học ở Đại học Melbourne dưới sự hướng dẫn của Patrick A. P. Moran. và làm việc gần như suốt đời ở Đại học Quốc gia Úc.

## Giải thưởng và Vinh dự
- Hội thống kê Úc đã tặng Hannan Huy chương Pitman để nhìn nhận công lao suốt đời của ông.[3]
- Năm 1970 ông được bầu vào Viện hàn lâm Khoa học Úc.
- Năm 1979 ông đoạt Huy chương Thomas Ranken Lyle của Viện hàn lâm Khoa học Úc.[4][5]
- Năm 1994 Viện hàn lâm Khoa học Úc đã đặt ra một giải thưởng mang tên ông là Huy chương Hannan để tưởng nhớ công lao của ông.